# Guillotine volante
Pour les articles homonymes, voir Guillotine (homonymie).
La guillotine volante (chinois 血滴子 « coulure sang ») est une arme légendaire chinoise à l'époque de l'empereur Yongzheng (1678-1735), permettant de décapiter un adversaire. Elle serait constituée d'un anneau (à glisser ou lancer autour du cou), avec des lames mobiles actionnées par une cordelette.